# 藪羚屬
藪羚屬（學名Tragelaphus），又名林羚屬，是包含了像羚羊物種的屬。牠們的體型很大，體態靈活，有長的頸部及明顯的兩性異形。伊蘭羚羊曾被分類在此屬中。其學名是取自傳說的羊鹿。

## 物種
- 安氏林羚 T. angasii
- 山地羚 T. buxtoni
- 紫羚 T. eurycerus
- 小林羚 T. imberbis
- 樹羚 T. scriptus
- 林羚 T. spekeii
- 扭角林羚 T. strepsiceros
- 南非藪羚 T. sylvaticus